# Un matrimonio (miniserie televisiva)
Un matrimonio è una miniserie televisiva italiana in sei puntate, diretta da Pupi Avati. Racconta la storia d'amore fra due bolognesi dal 1948 al 2005, anno delle nozze d'oro dei protagonisti. Le riprese sono cominciate a fine 2011 e nel cast sono stati coinvolti 250 attori. La produzione della serie è stata affidata ad Antonio Avati, fratello minore del regista.

## Trama
La storia, tratta dalla vita dei genitori del regista, è ambientata a Bologna ed ha inizio sulle rive del fiume Reno; i protagonisti sono Francesca Osti, figlia di un operaio socialista, e Carlo Dagnini, figlio di un commerciante borghese. Carlo e Francesca sono però costretti a tornare a Bologna dalle loro famiglie anche a causa dell'attentato a Togliatti. Quando Francesca trova lavoro nel negozio di Pippo Dagnini, scopre che questo è il padre di Carlo. I due si rivedono, ma entrambi stanno frequentando altre persone: Carlo ha una relazione con la ricca Valeria Zabban, Francesca con lo svizzero Joseph Cialfi. Lasciano i rispettivi fidanzati e iniziano una relazione nonostante le differenze sociali e politiche. 
La scomparsa del padre di Carlo lo porterà a dover far fronte ai numerosi debiti che l'uomo, scommettitore alle corse di cavalli, ha lasciato alla famiglia. Francesca è l'unica a sostenerlo. I due si sposano nonostante l'opposizione dei genitori di lei, Sisto e Rosalia, e di suo fratello Taddeo, giornalista comunista. Nel corso del tempo, il loro matrimonio è allietato, nonostante le comuni difficoltà, dalla nascita di due figli e l'adozione di una bambina che è anche la voce narrante della serie.

## Puntate
| n°              | Prima TV         |
| --------------- | ---------------- |
| Prima puntata   | 29 dicembre 2013 |
| Seconda puntata | 30 dicembre 2013 |
| Terza puntata   | 5 gennaio 2014   |
| Quarta puntata  | 12 gennaio 2014  |
| Quinta puntata  | 19 gennaio 2014  |
| Sesta puntata   | 20 gennaio 2014  |

## Riconoscimenti
- 2014 - Premio Flaiano
  - Migliore attrice televisiva a Micaela Ramazzotti